# نخست‌وزیر بریتانیا
نخست‌وزیر پادشاهی متحد بریتانیای کبیر و ایرلند شمالی رئیس دولت بریتانیا است. نخست‌وزیر به فرمانروا در خصوص استفاده از امتیاز ویژه سلطنتی مشاوره می‌دهد، وی ریاست کابینه بریتانیا را بر عهده دارد و وزرای آن را برمی‌گزیند. نخست‌وزیر و هیئت دولت (شامل بالاترین وزرا که سران دولت هستند) همه جواب‌گوی تمام سیاست‌ها و اقدام‌هایشان به پادشاه/ملکه، پارلمان، حزب سیاسی‌شان و نهایتاً به رأی‌دهندگان می‌باشند. نخست‌وزیر کنونی، کی‌یر استارمر در  ۵ ژوئیه ۲۰۲۴ از سوی چارلز سوم منصوب شد.

## صلاحیت
نخست‌وزیر به عنوان «رئیس حکومت پادشاهی انگلستان»، دارای بیش‌ترین قدرت در بریتانیا است. او حزب سیاسی اکثریت را رهبری می‌کند، به صورت علنی اکثریت را در مجلس عوام بریتانیا هدایت می‌کند و در عین حال رئیس هیئت دولت (قوه مجریه) است. همچنین وی متصدی هر دو قوهٔ مجریه و مقننه نیز می‌باشد. نخست‌وزیر در مجلس عوام می‌کوشد بر اساس اهداف حزب خود، عملکرد قانون‌گذاری را هدایت کند. صلاحیت اجرائی نخست‌وزیر شامل حق گماشتن (و یا تعویض) تمام اعضای هیئت دولت، هماهنگ نمودن سیاست‌ها و فعالیت‌های تمام سازمان‌های حکومتی و کارکنان و خدمات اجتماعی است. او به عنوان «چهره» و «صدای» رسمی حکومت پادشاه در داخل و خارج از کشور شناخته می‌شود. هیئت رئیسه به تنهایی و با امر نخست‌وزیر بسیاری از قدرت‌های قانونی و امتیازات ویژه ملکه را اجرا می‌کند. این امتیازات شامل امر انحلال پارلمان، امور عالی قضایی، سیاسی، رسمی و انتصاب کلیسایی کلیسای انگلستان و مشاوره اعیانی، مقام سلحشوری، اعطای مدال‌ها و دیگر افتخارات می‌باشد.

## مقام

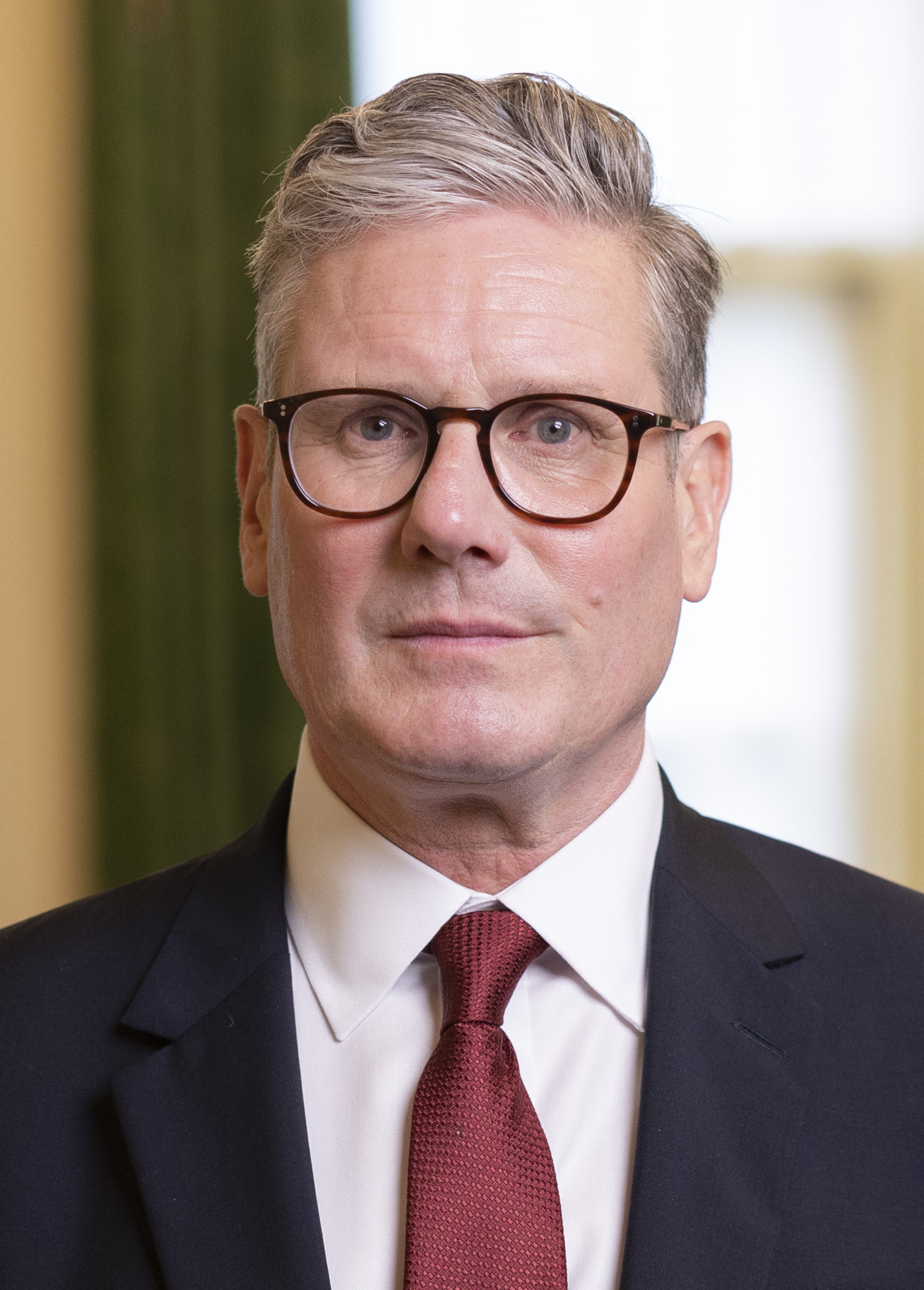
نخست وزیر سر کی‌یر استارمر هنگام انتصاب

مقام نخست‌وزیری بریتانیا در ابتدا وجود نداشت. این مقام به‌طور آهسته در سیصد سال شکل گرفت. ریشه‌های آن را در تغییرات قانون اساسی که در طول استقرار انقلابی (۱۶۸۸–۱۷۲۰) اتفاق افتاده بود و باعث انتقال قدرت سیاسی از هیئت رئیسه به مجلس شورا شده بود می‌توان پیدا کرد. نخستین نخست‌وزیران (۱۷۲۰–۱۷۸۴) در بهترین دوسوگرایی در این مورد بودند؛ بیشتر آن‌ها از اعلام و استفاده کردن از این مقام امتناع می‌کردند. این مقام بسیار پایین شناخته می‌شد و در مدارک رسمی یادی از آن نمی‌گردید. در ۱۸۳۰، نخست‌وزیر «بهترین میان هم‌قدرتی‌ها» در مجلس شورا و رئیس حکومت پادشاهی انگلستان تبدیل شد. با شروع سده ۲۰ام، مقام نخست‌وزیری مدرن (صدارت) روی کار آمد؛ این جایگاه از سلسه مراتب و مقامات هیئت رئیسه، مجلس شورا و هیئت دولت بالاتر شد. در اوایل همان سده، نفوذ مجلس لردهای انگلیس در عملکرد قانون‌گذاری به جایگاه دوم کشیده شد و قدرت نخست‌وزیر به‌طور غیرمستقیم بالا برده شد. اعمال و تغییرات قانونی اخیر، محدودیت‌هایی روی صلاحیت‌های نخست وزیران قرار داده‌است.
معمولاً از آنجایی که این مقام به صورت قانونی همچنان وجود ندارد (بریتانیا دارای قانون مشروطه مکتوب نیست و از نظر قانونی این کشور همچنان دارای سلطنت مطلقه است) پس در نتیجه در تاریخ اولین نخست‌وزیر هم وجود ندارد؛ با این حال این عنوان را به‌طور سنتی و افتخاری به رابرت والپول می‌دهند که در زمان جرج اول لرد اول خزانه داری بوده‌است.
در سال‌های اخیر نخست‌وزیر معمولاً از بین رهبران یکی از دو حزب کارگر بریتانیا یا حزب محافظه کار که دارای اکثریت در انتخابات شده‌اند از طرف مجلس عوام به پادشاه معرفی می‌شوند. ریشی سوناک نخست‌وزیر سابق بریتانیا سیاست‌مداری از حزب محافظه‌کار بریتانیا بود و کی‌یر استارمر سیاستمداری از حزب کارگر است.

## زمینه اساسی
نخست‌وزیر پادشاهی متحده حزب اکثریت سیاسی را رهبری می‌کند، باید اعتماد مجلس عوام (مجلس پائین‌تر مقننه) را جلب کند.

## قوانین مرسوم
رسم بر این است که نخست‌وزیر بریتانیا، نقطه نظرات شخصی مقام سلطنت را که در جلسات خصوصی ابراز می‌شود را بازگو و نقل قول نکند.

## نگارخانه

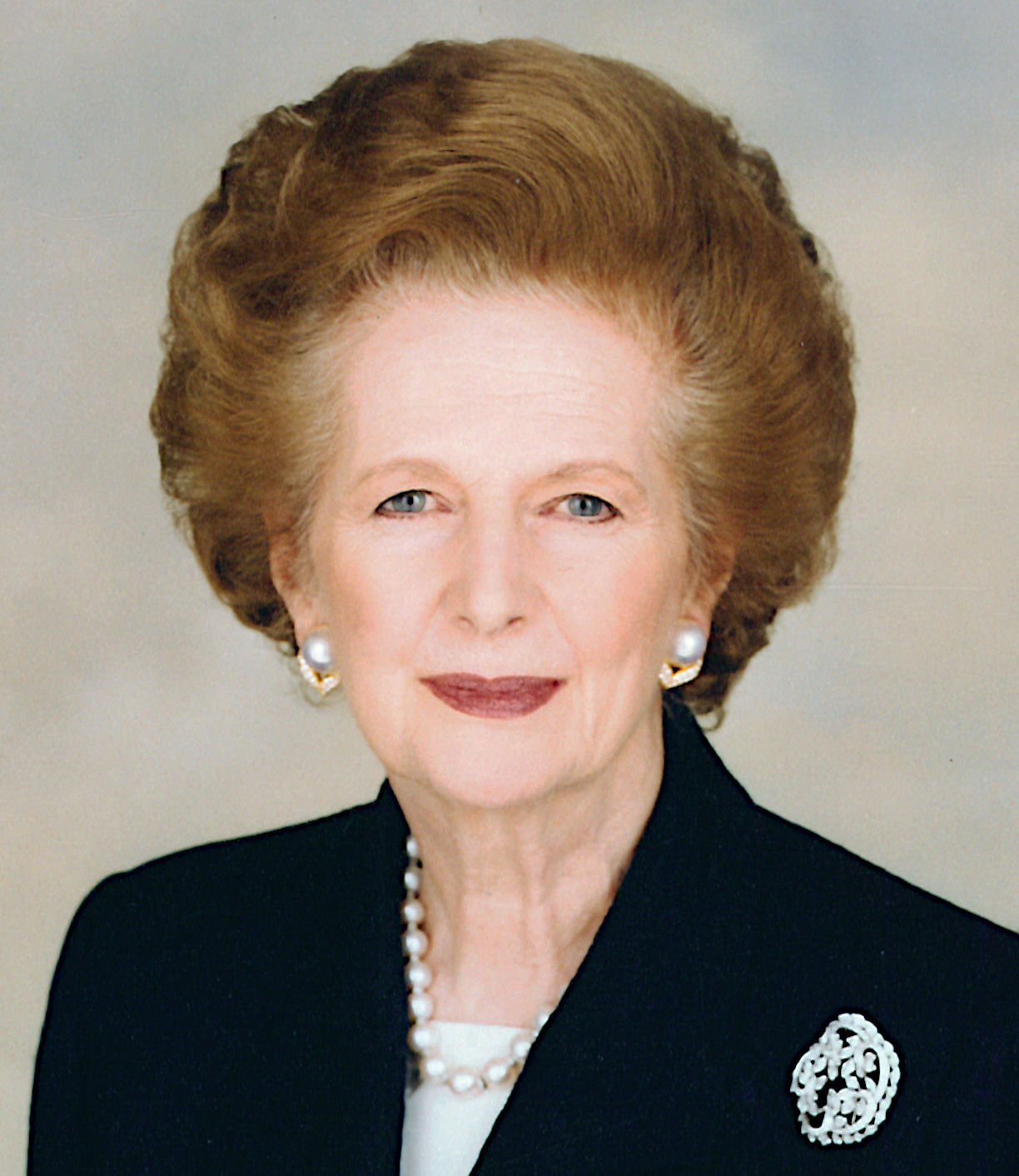
مارگارت تاچر (دورهٔ نخست‌وزیری: ۱۹۷۹-۱۹۹۰)
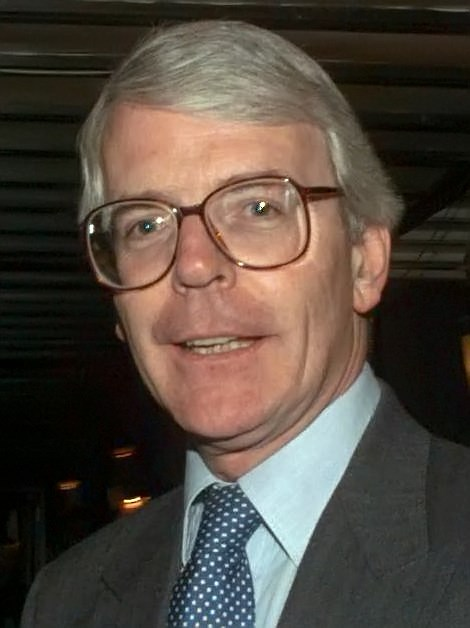
جان میجر (دوره: ۱۹۹۰-۱۹۹۷)
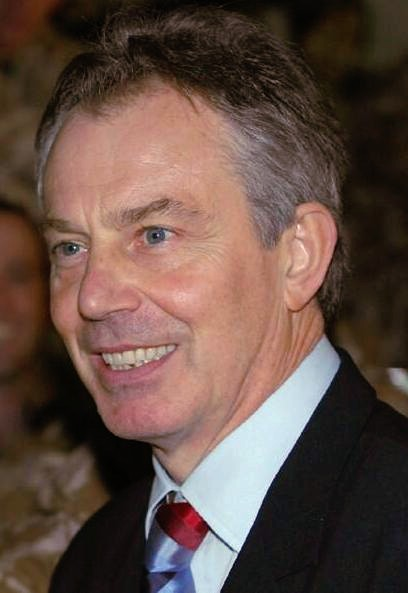
تونی بلر (دوره: ۱۹۹۷-۲۰۰۷)
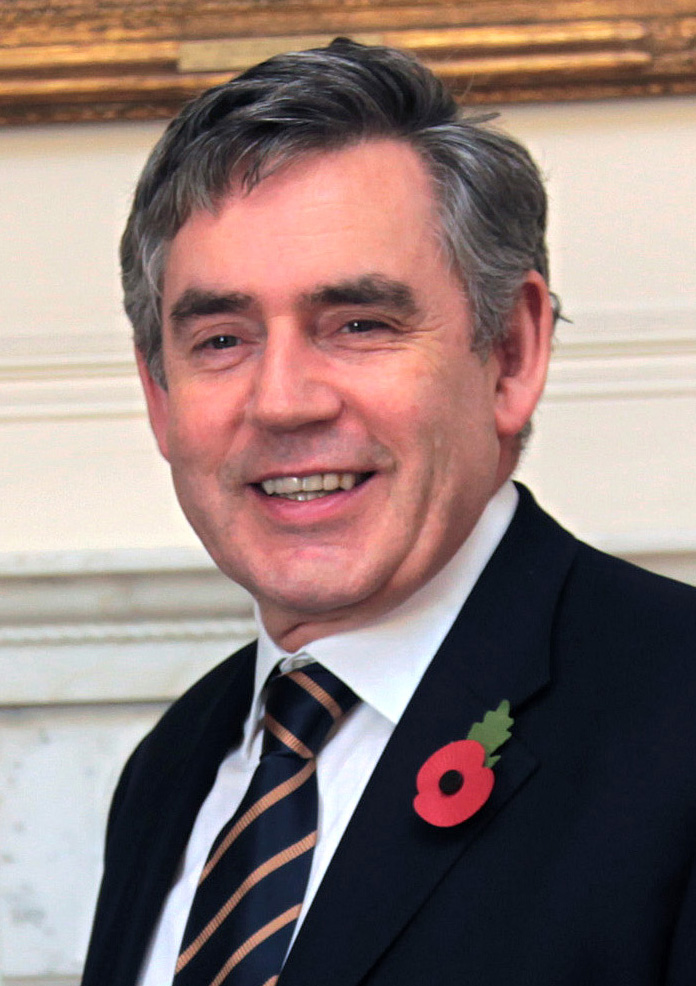
گوردون براون
(دوره: ۲۰۰۷-۲۰۱۰)